# Solfatara
De Solfatara is een vulkaan in Italië, gelegen in Pozzuoli bij Napels. De naam is afgeleid van solfa (zwavel) en terra (aarde). De vulkaan is onderdeel van de Campi Flegrei, de Brandende Velden, een caldera die verantwoordelijk is voor het ontstaan van de Golf van Napels.
De vulkaan heeft een hoogte van 458 meter en is de enige van de drie vulkanen van Pozzuoli die nog actief is. De laatste uitbarsting dateert van 1198. Dit was een freatische eruptie. Dat betekent dat het magma in contact kwam met het grondwater, waardoor er stoom en verpulverd gesteente werden uitgestoten. De kraterwand van de Solfatara heeft een omtrek van 2,3 kilometer en is ongeveer 770 meter bij 580 meter groot.
In de Romeinse oudheid stond deze vulkaan bekend als Forum Vulcani en werd beschouwd als heilzame bron. De vulkaan is niet echt actief, maar heeft nog wel vele solfataren, een naar de vulkaan vernoemd type van fumarolen. Tot in de 17e eeuw werd hier zwavel gewonnen.

## Geologie
De Solfatara ligt in een vulkanisch gebied in Italië dat veroorzaakt wordt door de Alpiene orogenese, waarbij de Afrikaanse plaat met de Euraziatische plaat botst. De Solfatara ligt aan de rand van een vrij grote caldera, waarvan het grootste deel onder de Golf van Napels ligt, in het gebied ten westen van Napels. De hele caldera is onderhevig aan bradyseïsme, waarbij met name aan de kust opvalt dat het gebied geregeld stijgt en daalt ten opzichte van het zeeniveau, door het vullen en legen van de magmakamer.

## Vulkanische verschijnselen
Op de Solfatara ontsnappen regelmatig rookslierten en er doen zich van tijd tot tijd aardschokken voor. Kenmerkend voor deze vulkaan zijn de fumarolen, waarbij de uitgestoten gassen grotendeels uit waterdamp bestaan. De overige componenten zijn ijzerverbindingen en zwavelverbindingen. Deze specifieke fumarolen zijn, naar de vulkaan zelf, solfataren genoemd.

## Chemische verschijnselen
In de Solfatara komen veel gele korsten voor die bestaan uit geoxideerd zwavel. Tevens was de Solfatara vroeger een belangrijke bron voor aluin.

## Biodiversiteit
Rondom en op de vulkaan komen verschillende soorten planten voor. Door het relatief warme klimaat van Italië en de warmte afkomstig van het vulkanisme, verweren de gesteenten aan de oppervlakte snel, waardoor er een vruchtbare bodem ontstaat. Er groeien hier aardbeistruiken, mirte en verschillende eucalyptusbomen.

## Economisch belang

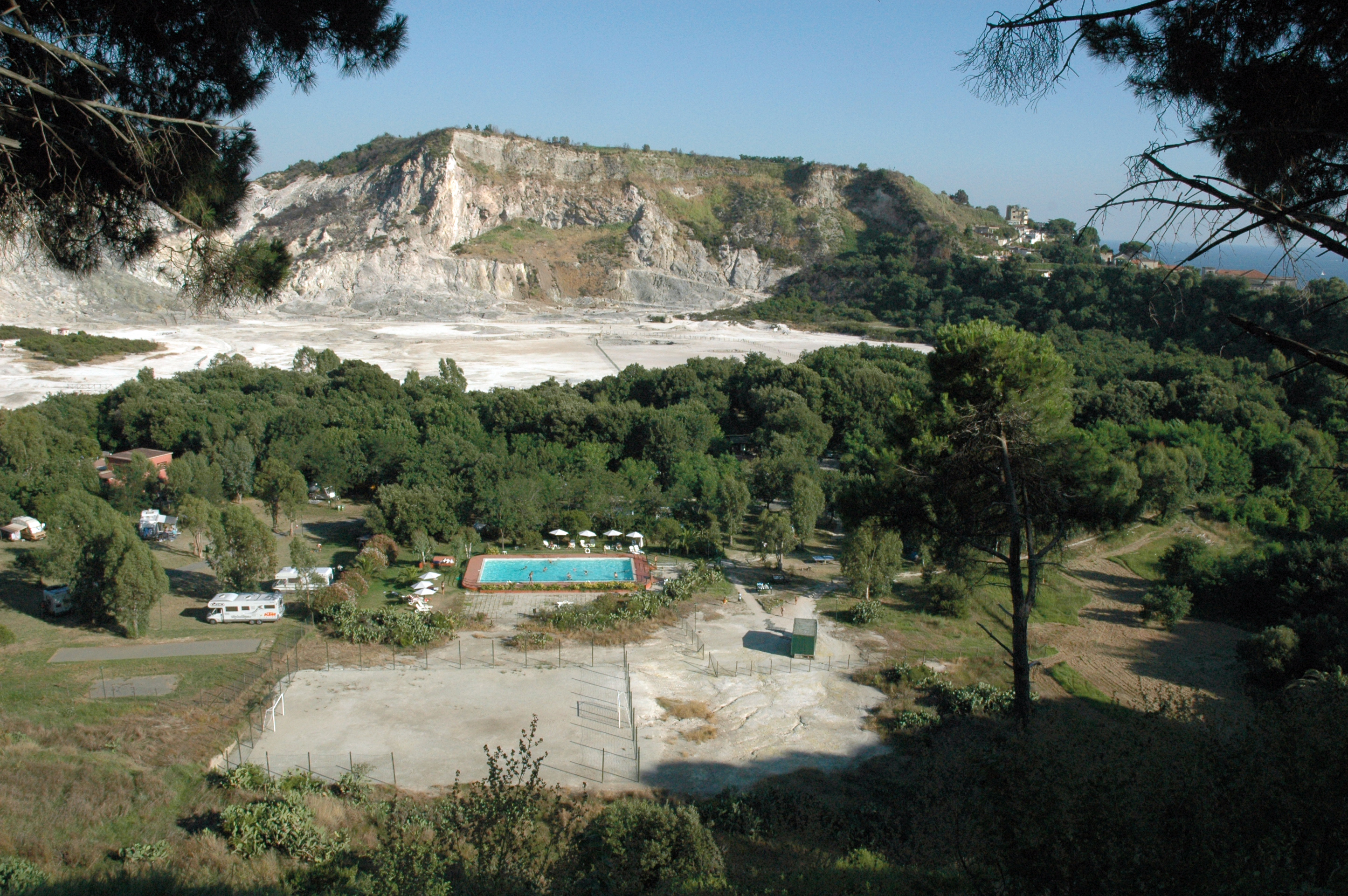
Zicht op de krater, met kampeerterrein, vanaf de rand

Vanaf het einde van de middeleeuwen werd hier aluin gewonnen. In het begin had de paus het monopolie op de aluinexploïtatie, later ging dat over op de familie de Medici. Tot de 17e eeuw werd hier ook zwavel gewonnen. Tegenwoordig is de vulkaan een toeristische en wetenschappelijke trekpleister.